# 利瑟河

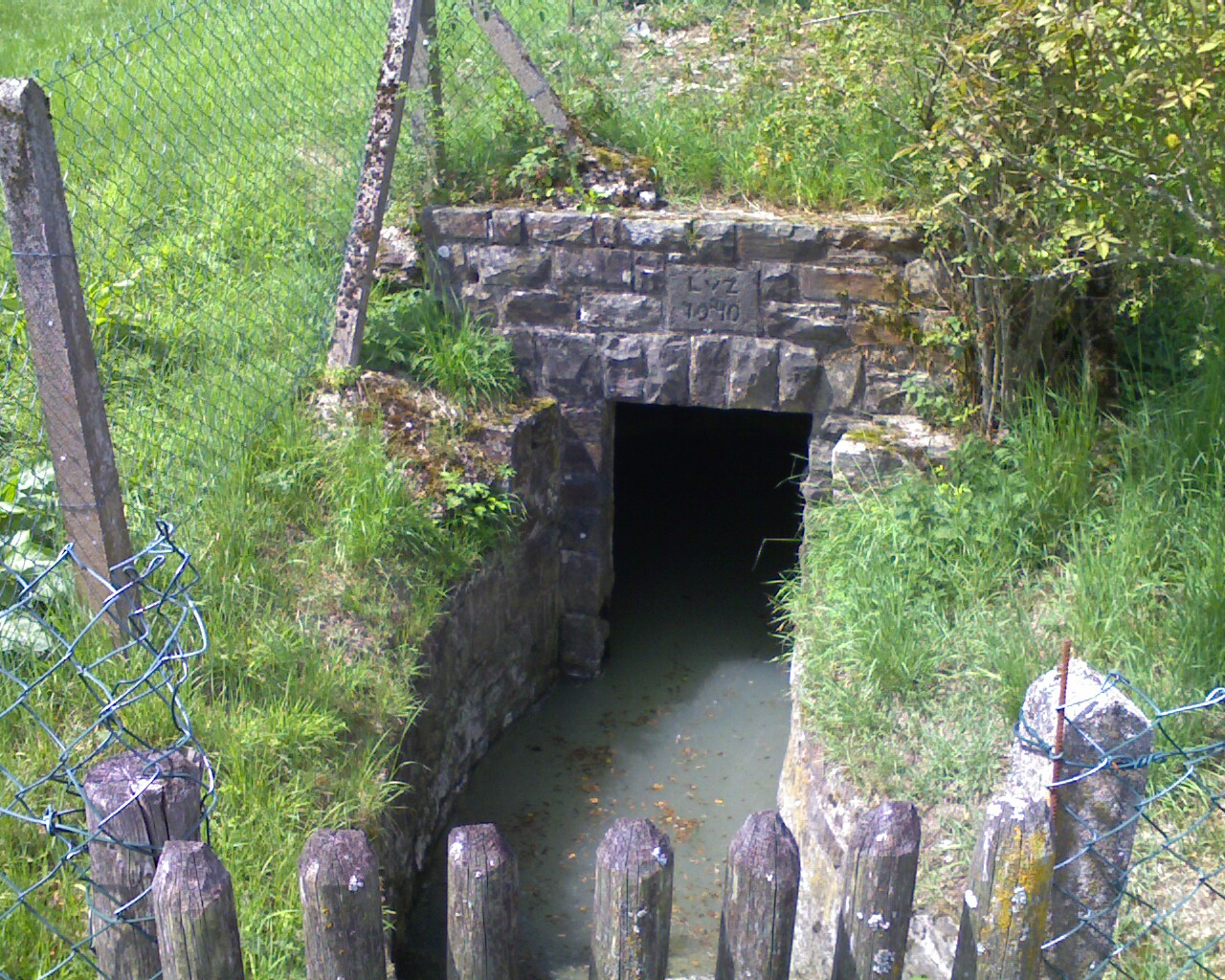
利瑟河的一处河道

49°54′57″N 7°0′28″E / 49.91583°N 7.00778°E
利瑟河（德語：Lieser，發音：[ˈliːzɐ] ⓘ）是德國莱茵蘭-普法爾茨州的河流，屬於摩澤爾河的左支流，河道全長74公里，發源自艾费尔山，流經曼德沙伊德和維特利希，河口處在利瑟以西。